# José Antonio de Oreamuno y Vázquez-Meléndez
José Antonio de Oreamuno y Vázquez-Meléndez fue un funcionario indiano, nacido en Panamá en 1710. Fue hijo de José Antonio de Oriamuno y González Carrasco y Josefa Vázquez Meléndez. Casó en primeras nupcias en Cartago, Costa Rica, el 16 de septiembre de 1730, con María Catalina de Ibarra y Moya, y en segundas el 22 de octubre de 1781 con Bárbara Josefa Sancho de Castañeda y La Madriz Linares.

Se radicó muy joven en Costa Rica, donde fue gobernador de 1720 a 1727 su pariente político Diego de la Haya Fernández. Fue alcalde segundo de Cartago en 1747. El 2 de julio de 1756 asumió el gobierno como teniente de gobernador, debido al secuestro y posterior asesinato del gobernador Francisco Fernández de la Pastora y Miranda por los zambos mosquitos. El 12 de agosto de ese año fue nombrado como gobernador interino por el presidente de la Real Audiencia de Guatemala Alonso de Arcos y Moreno. A fines de 1757 entregó el poder a José González Rancaño, nuevo gobernador interino.

En septiembre de 1762 volvió a hacerse cargo del gobierno interinamente, por haber fallecido su hermano Francisco Javier de Oriamuno y Vázquez Meléndez, quien ejercía el poder como teniente de gobernador desde marzo de 1760. El 15 de marzo de 1762 se nombró a Pedro Manuel Ayerdi y Ramiro Corajo como gobernador interino, pero no tomó posesión. Finalmente entregó el gobierno el 3 de abril de 1764 al teniente coronel José Joaquín de Nava y Cabezudo.

Murió en Cartago, Costa Rica, el 25 de julio de 1785. Su bisnieto Francisco María Oreamuno Bonilla fue jefe de Estado de Costa Rica de 1844 a 1846.